# Frontpartij
El Frontpartij (en holandés; "Partido del Frente") fue un partido político belga que realizó campañas por incrementar el reconocimiento del pueblo flamenco y su lenguaje. Como sucesora del Frontbeweging ("Movimiento del Frente"), el Frontpartij fue un intento inicial de politizar completamente el movimiento flamenco. A diferencia de sus partidos sucesores, defendían la autonomía y la democracia, en lugar del autoritarismo y la independencia.

## Orígenes
El grupo tuvo sus orígenes entre los soldados de habla holandés dentro del ejército belga durante la Primera Guerra Mundial, quienes manifestaban su rechazo ante el hecho de que el idioma francés era el único idioma permitido por el mando. Tomando el eslogan "Todos por   Flandes - Flandes por Cristo'', intentaron organizarse dentro del ejército para apoyar la igualdad de derechos lingüísticos. Si bien el grupo no era anti-belga, sus acciones asustaron a los generales, por lo que estos últimos reprimieron a los soldados flamencos.
Para el verano de 1917, el grupo había resurgido en secreto y organizados bajo el cabo Adiel de Beuckelaere, bajo el nuevo nombre de Frontbeweging, quienes instalaron una estructura de comités y representantes dentro del ejército. Con De Beuckelaere, un profesor de una escuela en Gante, y otros dirigentes como Joris van Severen, quienes eran provenientes de una formación intelectual, intentaron articular sus demandas mediante una carta hacia el rey Alberto I, en el que pedían la creación de una Ejército Flamenco y un gobierno autónomo de Flandes dentro de Bélgica. Sin embargo, la respuesta del monarca fue ordenar la represión del Frontbeweging, siendo mayor que la represión anterior.
El repentino colapso del Ejército Imperial Alemán hacia mediados de 1918, hizo que el ejército belga experimentara un rápido avance, lo que llevó a la confusión y a la falta de comunicación entre los miembros del Frontbeweging. Aun así, y a pesar de que los objetivos del grupo no se cumplieron, estos lograron reconstituirse bajo el nombre de Frente Vlaamsche.

## Partido político
Poco después, el grupo pasó a conformarse como partido político, adoptando el nombre de Frontpartij y continuaron con su agenda de segregar el ejército como la demanda de un gobierno autónomo, así como introducir políticas vinculadas a la enseñanza del idioma neerlandés dentro de las escuelas y la Universidad de Gante. El partido tuvo una fuerte identidad católica y, a pesar de que la mayoría de sus líderes provenían de áreas urbanas como Gante y Lovaina, desarrollaron un inmenso número de seguidores entre los pequeños agricultores, cuya mayoría mostraban resentimiento hacía los terratenientes francófonos. Su tendencia política era vaga, aunque generalmente se sentían identificados con la izquierda política, y dentro de sus filas poseían tanto adherentes del socialismo como del comunismo.

## Crecimiento
Tras haber obtenido un 6,3% de los votos en las elecciones generales de 1919, el Frontpartij logró obtener 5 escaños en la Cámara de Representantes de Bélgica, incluyendo a un joven de nombre Staf De Clercq. El apoyo se obtuvo en parte como respuesta a lo que se consideraba a lo que consideraban como severo, el trato que habían recibido numerosos flamencos que habían colaborado con los alemanes durante la guerra, particularmente en la sentencia de muerte dictada hacia August Borms (aunque no se llevó a cabo) y las numerosas sentencias de cadena perpetua para colaboradores menores en Flandes.
La votación del partido se vio reducida en las elecciones generales de 1921, aunque fue en esta elección en la que Van Severen fue elegido por primera vez al parlamento. Aun así, el declive de apoyo fue temporal, dado que en las elecciones de 1925 lograron obtener 25 000 votos y 6 escaños, y posteriormente en las elecciones de 1929, lograron superarse con 132 000 votos y 11 escaños en la Cámara de Representantes. August Borms pasó a ser miembro del parlamento tras unas elecciones realizadas en 1928.

## Rupturas y refundación
Sin embargo, Van Severen perdió su escaño en las últimas elecciones, se retiró del centro del partido, y se convierte en discípulo del político ultraderechista francés Charles Maurras y admirador del dictador Benito Mussolini, fundando su propio periódico llamado Jong Dietschland, el cual abogaba por el establecimiento de una ''Gran Países Bajos'' independiente, en el que holandeses, flamencos, frisones y luxemburgueses, iban a estar unidos bajo un estado Dietsch. El plan obtuvo apoyo entre los estudiantes de Gante, pero los veteranos de guerra que conformaban gran parte de los miembros del Frontpartij no estaban impresionados y el órgano del partido De Schelde condenaba específicamente el fascismo. El resultado de este choque fue una división del Frontpartij con la fundación de Verdinaso en octubre de 1931, como un grupo de extrema derecha que apoyaba la idea del Dietsch.
El Frontpartij perdió mucho apoyo y tres escaños en las elecciones generales de 1932, y tras este fracaso y el surgimiento de Verdinaso, los extremos restantes del ala derechista del Frontpartij comenzaron a ejercer mayor influencia. Bajo el liderazgo de Staf De Clerq el partido giró hacia la derecha, y en 1933 el partido se suspendió por completo cuando De Clerq fundó la Unión Nacional Flamenca (VNV), un partido de derecha autoritaria. El VNV absorbió el Frontpartij por completo, así como otros movimientos nacionalistas más pequeños, y emergió como la voz principal del nacionalismo flamenco durante la década de 1930.

## Historial electoral

### Elecciones en la Cámara de Representantes
| Elección | Votos        | %    | Escaños | +/- |
| -------- | ------------ | ---- | ------- | --- |
| 1919     | 60 814 (#4)  | 3,45 | 5/186   |     |
| 1921     | 58 790 (#5)  | 3,04 | 4/186   | 1   |
| 1925     | 80 407 (#4)  | 3,87 | 6/187   | 2   |
| 1929     | 132 567 (#4) | 5,94 | 11/187  | 5   |
| 1932     | 126 113 (#4) | 5,66 | 8/187   | 3   |

### Senado
| Elección | Votos   | %    | Escaños |
| -------- | ------- | ---- | ------- |
| 1929     | 119 632 | 5,62 | 3/93    |
| 1932     | 119 740 | 5,89 | 1/93    |